# Gusztáv, az igazi férfi
A Gusztáv, az igazi férfi a Gusztáv című rajzfilmsorozat második évadának ötödik epizódja.

## Rövid tartalom
Gusztáv egy csinos fogorvosnőnek igyekszik udvarolni, de a nő egyértelműen visszautasítja a tolakodó közeledését.

## Alkotók
- Írta és rendezte: Nepp József
- Zenéjét szerezte: Pethő Zsolt
- Operatőr: Neményi Mária
- Hangmérnök: Horváth Domonkos
- Vágó: Czipauer János
- Tervezte: Vásárhelyi Magda
- Háttér: Szálas Gabriella
- Rajzolták: Csiszér Ágnes, Révész Gabriella
- Színes technika: Dobrányi Géza, Kun Irén
- Gyártásvezető: Kunz Román

Készítette a Pannónia Filmstúdió.